# كانتون (مين)
كانتون (بالإنجليزية: Canton, Maine)‏ هي معلم جغرافي تقع في الولايات المتحدة في Oxford County. يقدر عدد سكانها بـ 990 نسمة ومساحتها 78.99 كم2 وترتفع عن سطح البحر 122 متر.

## التركيبة السكانية
قام مكتب تعداد الولايات المتحدة بتحديد بيانات التركيبة السكانية لكانتون في تعداد الولايات المتحدة. في ما يلي، التركيبة السكانية حسب تعدادي 2000 و2010.

### تعداد عام 2000
بلغ عدد سكان كانتون 1,121 نسمة بحسب تعداد عام 2000، وبلغ عدد الأسر 400 أسرة وعدد العائلات 273 عائلة مقيمة في البلدة. في حين سجلت الكثافة السكانية 38.7 نسمة لكل ميل مربع (14.9/كم2). وبلغ عدد الوحدات السكنية 476 وحدة بمتوسط كثافة قدره 16.4 نسمة لكل ميل مربع (6.3/كم2).
وتوزع التركيب العرقي للبلدة بنسبة 99.11% من البيض و 0.18% من الأمريكيين الأصليين و 0.54% من الأمريكيين ذوي الأصول الآسيوية و 0.09% من الأمريكيين الأفارقة و 0.09% من عرقين مختلطين أو أكثر.
بلغ عدد الأسر 400 أسرة كانت نسبة 33.3% منها لديها أطفال تحت سن الثامنة عشر تعيش معهم، وبلغت نسبة الأزواج القاطنين مع بعضهم البعض 52.0% من أصل المجموع الكلي للأسر، ونسبة 12.0% من الأسر كان لديها معيلات من الإناث دون وجود شريك، وكانت نسبة 31.8% من غير العائلات. تألفت نسبة 25.0% من أصل جميع الأسر من أفراد ونسبة 10.5% كانوا يعيش معهم شخص وحيد يبلغ من العمر 65 عاماً فما فوق. وبلغ متوسط حجم الأسرة المعيشية 3.06، أما متوسط حجم العائلات فبلغ 2.54.
بلغ العمر الوسطي للسكان 40 عاماً. وكانت نسبة 23.9% من القاطنين تحت سن الثامنة عشر، وكانت نسبة 5.5% بين الثامنة عشر والأربعة وعشرون عاماً، ونسبة 30.3% كانت واقعةً في الفئة العمرية ما بين الخامسة والعشرون حتى والأربعة وأربعون عاماً، ونسبة 21.6% كانت ما بين الخامسة والأربعون حتى الرابعة والستون، ونسبة 18.6% كانت ضمن فئة الخامسة والستون عاماً فما فوق. يوجد لكل 100 أنثى 92.6 ذكر، ويوجد لكل 100 أنثى في الثامنة عشر من عمرها فما فوق 97.5 ذكر.
بلغ متوسط دخل الأسرة في البلدة 32,625 دولار، أما متوسط دخل العائلة فبلغ 40,469 دولار. وكان متوسط دخل الذكور 31,607 دولار مقابل 21,094 دولار للإناث. وسجل دخل الفرد الخاص بالبلدة 14,065 دولار. وكانت نسبة 14.0% من العائلات ونسبة 19.4% من السكان تحت خط الفقر، وكان من هؤلاء نسبة 23.9% تحت سن الثامنة عشر ونسبة 22.5% في الخامسة والستين من العمر وما فوق.

### تعداد عام 2010
بلغ عدد سكان كانتون 990 نسمة بحسب تعداد عام 2010، وبلغ عدد الأسر 410 أسرة وعدد العائلات 239 عائلة مقيمة في البلدة. في حين سجلت الكثافة السكانية 34.0 نسمة لكل ميل مربع (13.1/كم2). وبلغ عدد الوحدات السكنية 473 وحدة بمتوسط كثافة قدره 16.2 لكل ميل مربع (6.3/كم2).
وتوزع التركيب العرقي للبلدة بنسبة 97.3% من البيض و 0.2% من الأمريكيين الأصليين و 0.2% من الأمريكيين ذوي الأصول الآسيوية و 0.2% من الأمريكيين الأفارقة و 1.9% من عرقين مختلطين أو أكثر.
بلغ عدد الأسر 410 أسرة كانت نسبة 22.2% منها لديها أطفال تحت سن الثامنة عشر تعيش معهم، وبلغت نسبة الأزواج القاطنين مع بعضهم البعض 44.1% من أصل المجموع الكلي للأسر، ونسبة 8.5% من الأسر كان لديها معيلات من الإناث دون وجود شريك، بينما كانت نسبة 5.6% من الأسر لديها معيلون من الذكور دون وجود شريكة وكانت نسبة 41.7% من غير العائلات. تألفت نسبة 27.8% من أصل جميع الأسر من أفراد ونسبة 9.2% كانوا يعيش معهم شخص وحيد يبلغ من العمر 65 عاماً فما فوق. وبلغ متوسط حجم الأسرة المعيشية 2.83، أما متوسط حجم العائلات فبلغ 2.30.
بلغ العمر الوسطي للسكان 48 عاماً. وكانت نسبة 17.2% من القاطنين تحت سن الثامنة عشر، وكانت نسبة 7.1% بين الثامنة عشر والأربعة وعشرون عاماً، ونسبة 20.2% كانت واقعةً في الفئة العمرية ما بين الخامسة والعشرون حتى والأربعة وأربعون عاماً، ونسبة 33.7% كانت ما بين الخامسة والأربعون حتى الرابعة والستون، ونسبة 21.8% كانت ضمن فئة الخامسة والستون عاماً فما فوق. وتوزع التركيب الجنسي للسكان بنسبة 47.9% ذكور و52.1% إناث.